# Ediacara
Le colline di Ediacara (in inglese Ediacara Hills o Ediacara Range) sono una serie di basse colline nella parte settentrionale della catena dei Flinders nell'Australia Meridionale, circa 650 km a nord di Adelaide.
La zona è stata sfruttata nella seconda metà dell'Ottocento per l'estrazione di rame e argento. Oggi è nota soprattutto per i fossili risalenti ad un periodo geologico molto antico (circa 600 milioni di anni fa), periodo che ha ricevuto da questo territorio il nome di Ediacarano; la fauna fossile corrispondente ha preso il nome di fauna di Ediacara.
Il nome di Ediacara risale alle lingue aborigene e significava, secondo l'interpretazione più diffusa, "presenza di acqua" (Idiyakra).